# Сингурены
Сингурены (рум. Singureni, Сингурень) — село в Рышканском районе Молдавии. Относится к сёлам, не образующим коммуну.

## История
Во время Второй мировой войны здесь располагался главой военный аэродром Бельц - главная база военного аэродрома Бельц в Сингуренах 55-ИАП, а также различных немецких эскадрилей: Jagdgeschwader 77, Kampfgeschwader 27 и Kampfgeschwader 51 и Белой Эскадрильи. Пять аэрлдромов подскока обслуживали основную воздушную военную базу Бельц в Сингуренах: 2 в Молдавии и 3 в Украине.
Местоположение бывшего Бельцкого военного аэродрома в Сингуренах Бельцы-Сингурены находится в 7,4 км от Международного аэропорта Бельцы-Лядовены расположенного по другую сторону Европейского маршрута E583/Магистральной трассы М5, к которым ведет центральная дорога из/в Сингурены проходя через Корлэтень.
6 мая 1966 года сёла Стрымба и Сингурены были объединены в одно село, получившее название Лядовены.
Постановлением ВС Молдавской ССР № 472 от 31.01.1991 село Лядовены разделялось на сёла Сингурены и Стрымба.

## География
Село расположено на высоте 97 метров над уровнем моря с доступом к Европейскому маршруту E583/Магистральной трассе М14

## Население
По данным переписи населения 2004 года, в селе Сингурень проживает 1620 человек (777 мужчин, 843 женщины).
Этнический состав села:
| Национальность | Число жителей | Процентный состав |
| -------------- | ------------- | ----------------- |
| молдаване      | 1575          | 97.22             |
| румыны         | 17            | 1.05              |
| русские        | 13            | 0.8               |
| украинцы       | 9             | 0.56              |
| болгары        | 1             | 0.06              |
| прочие         | 5             | 0.31              |
| Всего          | 1620          | 100%              |